# ジャック・オサリバン
ジャック・オサリバン（Jack O'Sullivan、1998年10月1日 - ）は、ジャパンラグビーリーグワンレッドハリケーンズ大阪に所属するラグビー選手。

## プロフィール
- アイルランド・コーク出身[1]。
- ポジションはフランカー(FL)、ナンバーエイト(No8)。
- 身長 188cm、体重 100kg
- いとこのニール・スカネル・ローリー・スカネルはラグビー選手[2]。
- U20アイルランド代表に選ばれたことがある[3]。

## 略歴
2019年、マンスターに加入。 
2024年、レッドハリケーンズ大阪に加入。同年12月22日に行われたJAPAN RUGBY LEAGUE ONE第1節グリーンロケッツ東葛戦にて先発出場でリーグワン公式戦初出場を果たした。